# Ewan Henderson
Ewan Henderson (* 27. März 2000 in Edinburgh) ist ein schottischer Fußballspieler, der bei K Beerschot VA unter Vertrag steht. Sein Bruder Liam spielt beim FC Empoli in Italien.

## Karriere

### Verein
Ewan Henderson begann seine Karriere in der Youth Academy von Celtic Glasgow. Für die U-19-Jugendmannschaft von Celtic spielte er in der UEFA Youth League. Mit der U-20 gewann er 2017 den Glasgow Cup. In der Saison 2017/18 gab Henderson am 37. Spieltag unter Brendan Rodgers sein Profidebüt. In der Partie gegen den FC Kilmarnock wurde er in der 82. Spielminute für Patrick Roberts eingewechselt. Er war nach Jack Aitchison der zweite eingesetzte Spieler von Celtic, der im 21. Jahrhundert geboren wurde.
Nachdem er für Celtic sechsmal in der Liga zum Einsatz gekommen war, wurde er ab September 2019 an den Erstligaaufsteiger Ross County verliehen.

### Nationalmannschaft
Ewan Henderson kam im Jahr 2016 zu einem Einsatz in der schottischen U-17 gegen Serbien. Im Jahr 2018 und 2019 spielte er in der U19 und U21.

## Erfolge
mit Celtic Glasgow:
- Schottischer Meister: 2018